# Aleksander Stahanowicz
Alaksandr Stahanowicz, w niektórych źródłach również Aleksander Staganowicz (ur. 13 stycznia?/25 stycznia 1890 w Niesutyczach koło Nowogródka, zm. 28 grudnia 1988 w Stanach Zjednoczonych) – białoruski polityk II RP, poseł na Sejm II kadencji.

## Życiorys
Pochodził z rodziny chłopskiej zamieszkałej w okolicach Nowogródka. Ukończył cztery klasy gimnazjum. Brał udział w I wojnie światowej. W 1928 objął mandat posła II kadencji z listy ugrupowania „Zmahańnie za Intaresy Robotnikau i Sielian” w okręgu Nowogródek. W Sejmie II kadencji był członkiem i skarbnikiem Białoruskiego Klubu Chłopo-Robotniczego „Zmahannie”.
4 czerwca 1928 decyzją większości poselskiej został wydany sądowi za przynależność do „Hramady”. W lutym 1929 Sejm zadecydował o wygaśnięciu jego mandatu.
Przebywał w polskim więzieniu pod zarzutem działalności antypaństwowej. Podczas II wojny światowej aktywnie uczestniczył w białoruskiej działalności społeczno-politycznej pod okupacją niemiecką, po czym musiał emigrować. Najpierw mieszkał w Niemczech, a następnie w Stanach Zjednoczonych, gdzie zmarł. Był wiceprezydentem Rady Białoruskiej Republiki Ludowej.